# Russell-West-Gletscher
Der Russell-West-Gletscher (in Chile Glaciar Russell del Weste, in Argentinien Glaciar Arcondo) ist ein 17,5 km langer und 6,5 km breiter Gletscher im Grahamland auf der Antarktischen Halbinsel. Er liegt unmittelbar nördlich des Detroit-Plateaus und fließt vom Mount Canicula in westlicher Richtung zur Bone Bay an der Nordseite der Trinity-Halbinsel. Gemeinsam mit dem Russell-East-Gletscher, der in östlicher Richtung zum Prinz-Gustav-Kanal fließt, bildet er ein Gletschersystem, das die Antarktische Halbinsel in ostwestlicher Richtung durchschneidet. Der Eisdom Allen Knoll ragt mit einer Höhe von 860 m 3 km nordwestlich des Kopfendes des Russell-West-Gletschers aus einem flachen Firnfeld auf.
Der Falkland Islands Dependencies Survey (FIDS) nahm 1946 eine geodätische Vermessung des Gebiets vor. Das UK Antarctic Place-Names Committee benannte ihn 1955 nach Victor Ian Russell (1918–2000), Landvermesser und Leiter der Forschungsstation des FIDS in der Hope Bay im Jahr 1946. Chilenische Wissenschaftler übertrugen die Benennung ins Spanische. Namensgeber der argentinischen Benennung ist Pedro Pascual Arcondo, Major der Streitkräfte Argentiniens, befehlshabender Offizier auf der Belgrano-I-Station zwischen 1959 und 1961 und erster argentinischer Fallschirmspringer in der Antarktis, der am 31. Januar 1962 bei einem verunglückten Sprung in der Antarktis ums Leben kam.